# Зунига, Джабари
Джабари Зунига (англ. Jabari Zuniga; 14 августа 1997, Мариетта, Джорджия) — профессиональный американский футболист, выступавший на позиции ди-энда. Играл в НФЛ с 2020 по 2022 год. На студенческом уровне выступал за команду Флоридского университета. На драфте НФЛ 2020 года был выбран в третьем раунде.

## Биография
Джабари Зунига родился 14 августа 1997 года в Мариетте в Джорджии. Там же в 2015 году окончил старшую школу Спрейберри, после чего поступил во Флоридский университет.

### Любительская карьера
Первый сезон в составе университетской команды Зунига провёл в статусе освобождённого игрока, не принимая участия в официальных матчах. В 2016 году он дебютировал в футбольном турнире NCAA и принял участие в тринадцати играх, сделав 25 захватов и пять сэков, лучший результат в команде. В сезоне 2017 года из-за травм он смог сыграть в десяти матчах, шесть из которых начал в стартовом составе. Несмотря на пропущенные игры, Зунига с четырьмя сэками стал вторым по эффективности пас-рашером команды.
В 2018 году он закрепился в стартовом составе «Флориды Гейторс» и провёл тринадцать игр. По ходу сезона Зунигу называли в числе возможных претендентов на награду Теда Хендрикса лучшему ди-энду NCAA. Турнир он завершил с 45 захватами и 6,5 сэками. В сезоне 2019 года он сыграл в шести матчах.

#### Статистика выступлений в NCAA
| Сезон | Команда         | Игры | Захваты | Захваты | Захваты | Захваты | Захваты | Перехваты | Перехваты | Перехваты | Перехваты | Перехваты | Фамблы | Фамблы | Фамблы | Фамблы |
| Сезон | Команда         | Игры | Solo    | Ast     | Tot     | Loss    | Sk      | Int       | Yds       | Y/R       | TD        | PD        | FR     | Yds    | TD     | FF     |
| ----- | --------------- | ---- | ------- | ------- | ------- | ------- | ------- | --------- | --------- | --------- | --------- | --------- | ------ | ------ | ------ | ------ |
| 2015  | Флорида Гейторс | —    | —       | —       | —       | —       | —       | —         | —         | —         | —         | —         | —      | —      | —      | —      |
| 2016  | Флорида Гейторс | 13   | 18      | 7       | 25      | 8,5     | 5,0     | 0         | 0         | 0,0       | 0         | 0         | 0      | 0      | 0      | 1      |
| 2017  | Флорида Гейторс | 10   | 12      | 22      | 34      | 8,2     | 4,0     | 0         | 0         | 0,0       | 0         | 0         | 1      | 0      | 0      | 0      |
| 2018  | Флорида Гейторс | 13   | 17      | 28      | 45      | 11,0    | 6,5     | 0         | 0         | 0,0       | 0         | 0         | 0      | 0      | 0      | 0      |
| 2019  | Флорида Гейторс | 6    | 6       | 6       | 12      | 5,5     | 3,0     | 0         | 0         | 0,0       | 0         | 0         | 0      | 0      | 0      | 0      |
| Всего | Всего           | 42   | 53      | 63      | 116     | 33,0    | 18,5    | 0         | 0         | 0,0       | 0         | 0         | 1      | 0      | 0      | 1      |

### Профессиональная карьера
Перед драфтом НФЛ 2020 года аналитик издания Bleacher Report Мэтт Миллер к преимуществам Зуниги относил его антропометрические данные, результативность как пас-рашера, хороший стартовый рывок, физическую силу, атлетизм и способность сыграть на любой позиции фронта защиты. Среди недостатков игрока назывались подверженность травмам, отсутствие стабильности и невысокую эффективность против блокирующих высокого уровня, позднее задрафтованных профессиональным клубами.
На драфте Зунига был выбран «Нью-Йорк Джетс» в третьем раунде под общим 79-м номером. В июле 2020 года он подписал с клубом четырёхлетний контракт на общую сумму около 5 млн долларов. Перед стартом сезона его внесли в список игроков, неготовых к работе по медицинским показаниям. Первые шесть матчей регулярного чемпионата Зунига пропустил, в восьми проведённых играх второй половины сезона он сделал три захвата. В 2021 году он принял участие всего в трёх играх, большую часть сезона проведя в тренировочном составе «Джетс».
В августе 2022 года перед стартом сезона Зунига был отчислен из клуба. Через несколько дней он заключил соглашение с «Сиэтлом» и был включён в тренировочный состав команды. В октябре он покинул «Сихокс» и подписал контракт с «Нью-Орлеаном». В составе «Сэйнтс» Зунига провёл один матч, сделав два захвата. В июле 2023 года он объявил о завершении спортивной карьеры.

#### Статистика выступлений в НФЛ

##### Регулярный чемпионат
| Сезон | Команда           | Игры | Захваты | Захваты | Захваты | Захваты | Захваты | Перехваты | Перехваты | Перехваты | Перехваты | Перехваты | Фамблы | Фамблы | Фамблы | Фамблы |
| Сезон | Команда           | Игры | Solo    | Ast     | Tot     | Loss    | Sk      | Int       | Yds       | Y/R       | TD        | PD        | FR     | Yds    | TD     | FF     |
| ----- | ----------------- | ---- | ------- | ------- | ------- | ------- | ------- | --------- | --------- | --------- | --------- | --------- | ------ | ------ | ------ | ------ |
| 2020  | Нью-Йорк Джетс    | 8    | 3       | 2       | 5       | 0       | 0,0     | 0         | 0         | 0         | 0         | 0         | 0      | 0      | 0      | 0      |
| 2021  | Нью-Йорк Джетс    | 3    | 1       | 2       | 3       | 0       | 1,0     | 0         | 0         | 0,0       | 0         | 0         | 0      | 0      | 0      | 1      |
| 2022  | Нью-Орлеан Сэйнтс | 1    | 2       | 0       | 2       | 0       | 0,0     | 0         | 0         | 0         | 0         | 0         | 0      | 0      | 0      | 0      |
| Всего | Всего             | 12   | 6       | 4       | 10      | 0       | 1,0     | 0         | 0         | 0,0       | 0         | 0         | 0      | 0      | 0      | 1      |